# Roman, Bulgaria
Roman (în bulgară Роман) este un oraș în comuna Roman, regiunea Vrața,  Bulgaria. 

## Demografie
Componența etnică a orașului Roman
     Bulgari (29,52%)
     Romi (8,98%)
     Nicio identificare (60,95%)
     Altele (1,09%)
La recensământul din 2011, populația orașului Roman era de 2.838 locuitori. Nu există o etnie majoritară, locuitorii fiind bulgari (29,52%) și romi (8,98%). Pentru 60,95% din locuitori nu este cunoscută apartenența etnică.